# 小行星21530
小行星21530（21530 Despiau）是一颗绕太阳运转的小行星，为主小行星带小行星。该小行星于1998年6月发现。

## 轨道参数
小行星21530的轨道半长轴为407 971 243 km，2.7270805 UA，离心率为0.060。